# Misogynoir
Misogynoir (Portmanteau aus Misogynie und noir (frz. „schwarz“)) ist eine Bezeichnung für gegen Schwarze Frauen gerichtete Misogynie. Sie wird insbesondere im Schwarzen Feminismus zur intersektionalen Analyse von Misogynie gegen Schwarze Frauen in Medien und Gesellschaft herangezogen.

## Begriffsherkunft und -bedeutung
Die Bezeichnung Misogynoir ist eine Kombination aus Misogynie (Frauenhass) und noir, dem französischen Wort für „schwarz“, das auch mit dem Film Noir und seiner Darstellung von düsteren Themen assoziiert ist.  Sie wurde erstmals 2010 von der queeren afroamerikanischen Wissenschaftlerin und Aktivistin Moya Bailey in einem Blogeintrag verwendet. Sie erklärte den Neologismus als „Wort, dass ich erfunden habe, um die spezielle Art des Hasses, der in der amerikanischen visuellen und populären Kultur gegen Schwarze Frauen gerichtet wird, zu beschreiben“. Das Wort wurde insbesondere auf Social-Media-Plattformen schnell von Schwarzen Frauen und Aktivistinnen aufgegriffen. Schwarze Aktivistinnen für die Rechte von trans Menschen haben das Wort als Transmisogynoir aufgegriffen um den besonders gegen Schwarze trans Frauen gerichteten Hass zu beschreiben. 2023 wurde das Wort Misogynoir ins Merriam-Webster Dictionary aufgenommen.

## Anwendung
Das Konzept Misogynoir wird innerhalb des Schwarzen Feminismus zur Analyse struktureller und interpersonaler Prozesse herangezogen, durch die Schwarze Frauen herabgewertet werden. Es ist eng verwandt mit dem Konzept Intersektionalität. Moya Bailey nutzt das Konzept beispielsweise, um Bilder Schwarzer Frauen in der US-amerikanischen Geschichte zu untersuchen, die von Darstellungen als animalistisch, stark und unersättlich zu Beginn des Kolonialismus bis zu Darstellungen der „frechen Schwarzen Freundin“ in zeitgenössischen Filmen. Als eins der ersten Beispiele für Misogynoir in den Medien sieht sie das Zurschaustellen des Körpers von Sarah Baartman. Mit der medialen Sichtbarkeit durch Karikaturen und falsche Darstellungen Schwarzer Frauen gehe zugleich eine Unsichtbarkeit in der Politik einher. Als weitere Beispiele für Misogynoir werden die Hypersexualisierung Schwarzer Frauen und Stereotype, die diese als wütend, unvernünftig oder unintelligent darstellen, angeführt. Auch entsprechende Angriffe gegen prominente Schwarze Frauen wie Diane Abbott oder Kamala Harris wurden medial unter der Bezeichnung Misogynoir verhandelt. Auch die Online-Belästigung Schwarzer Frauen wird als Misogynoir beschrieben.